# جون إيوينغ (لاعب كرة قاعدة)
جون إيوينغ (بالإنجليزية: John Ewing)‏ هو لاعب كرة قاعدة أمريكي، ولد في 1 يونيو 1863 في سينسيناتي في الولايات المتحدة، وتوفي في 23 أبريل 1895 في دنفر في الولايات المتحدة.

## وصلات خارجية
- جون إيوينغ على موقعبيزبول رفرنس.كوم (الدوري الرئيسي) (الإنجليزية)
- جون إيوينغ على موقعبيزبول رفرنس.كوم (الدوري الثانوي) (الإنجليزية)